# Usina Elevatória de Pedreira
A Usina Elevatória de Pedreira ou Usina de Pedreira está localizada sobre o Rio Pinheiros, na cidade de São Paulo. Foi inaugurada em 1939 e cumpre as funções de geração de energia elétrica bem como a de bombeamento da água para a represa Billings.
O bombeamento não é realizado de modo contínuo, apenas sob risco de enchentes conforme resolução SMA/SES 03/92, atualizada pela resolução SEE-SMA-SRHSO-I, de 13 de março de 1996. Está localizada no canal Pinheiros superior que é formado pelo trecho entre a Usina Elevatória de Traição e a própria Usina Elevatória de Pedreira.